# Lewisham, Tasmanien
Lewisham är en ort i Australien. Den ligger i kommunen Sorell och delstaten Tasmanien, i den sydöstra delen av landet, omkring 24 kilometer öster om delstatshuvudstaden Hobart. Antalet invånare är 511.
Närmaste större samhälle är Howrah, omkring 18 kilometer väster om Lewisham. 
Trakten runt Lewisham består i huvudsak av gräsmarker. Runt Lewisham är det ganska glesbefolkat, med 35 invånare per kvadratkilometer. Genomsnittlig årsnederbörd är 619 millimeter. Den regnigaste månaden är november, med i genomsnitt 79 mm nederbörd, och den torraste är augusti, med 37 mm nederbörd.